# Lepisorus ellipticus
Lepisorus ellipticus là một loài thực vật có mạch trong họ Polypodiaceae. Loài này được Ching miêu tả khoa học đầu tiên năm 1982.